# Sulfuro ácido de potasio
El sulfuro ácido de potasio o bisulfuro de potasio o también, hidrogenosulfuro de potasio, es un compuesto químico de fórmula KHS. Esta sal incolora está formada por el catión K+ y el anión bisulfuro [SH]−. Es el producto de la semineutralización del sulfuro de hidrógeno con hidróxido de potasio. El compuesto se utiliza en la síntesis de algunos compuestos organosulfurados. Es un sólido cristalizado, muy higroscópico, delicuescente y fácilmente soluble en agua. Amarillea rápidamente al contacto con el aire, formando polisulfuros y sulfuro de hidrógeno, H
2S.  Generalmente se presenta en forma de semihidrato, que libera el agua de cristalización a una temperatura que oscila entre 175 tiene 200 °C. Se funde dando un líquido rojo oscuro.
Se puede obtener haciendo reaccionar amida de potasio, KNH
2  con sulfuro de hidrógeno, H
2S disuelto en amoníaco . También se puede obtener por neutralización parcial del sulfuro de hidrógeno con  hidróxido de potasio, KOH:
{\displaystyle {\ce {KOH + H2S -> KHS + H2O}}}
El bisulfuro de potasio se utiliza en síntesis orgánica para producir tioles 